# Pseudoamblystegium subtile
Pseudoamblystegium es un género monotípico de hepáticas perteneciente a la familia Amblystegiaceae. Comprende 1 especie descrita y aceptada. Su única especie es: Pseudoamblystegium subtile.

## Taxonomía
Pseudoamblystegium subtile fue descrita por (Hedw.) Vanderp. & Hedenas y publicado en Journal of Bryology 31: 131. 2009.
Sinonimia
- Amblystegium subtile (Hedw.) Schimp.
- Apterygium subtile (Hedw.) Kindb.
- Hypnum subtile (Hedw.) Dicks.
- Serpoleskea subtilis (Hedw.) Loeske